# 庫爾斯克號：深海救援
《庫爾斯克號：深海救援》（英語：Kursk）是一部於2018年上映，由法國及比利時合作拍攝的英語劇情片。改編自羅伯特．摩爾的書《Kursk: A Time to Die》，以2000年8月12日發生的庫爾斯克號核潛艦爆炸和營救為題材。由馬提亞斯·修奈爾、哥連·費夫、 蕾雅·瑟杜、彼得·西蒙尼舍克、麥斯·馮·西度及馬提亞斯·史維克福等人主演。

## 劇情
故事改編自歷史上最嚴重艦艇沉沒事件，俄羅斯潛艇“K-141庫爾斯克號”災難事故。當時進行作戰訓練的庫爾斯克號內魚雷自爆，造成潛艇內部重大傷亡，118 名船員僅剩 23 名倖免逃過爆炸，艦艇沉沒在巴倫支海 2000 呎深處；岸上的家人不斷拼命地與官僚鬥爭，船員們依靠僅存的糧食與氧氣等待救援...

## 外部連結
- 互联网电影数据库（IMDb）上《庫爾斯克號：深海救援》的资料（英文）